# Fidel Sánchez Hernández
Fidel Sánchez Hernández (7 juillet 1917 à El Divisadero - 28 février 2003) a été président du Salvador de 1967 à 1972. La présidence de Sánchez Hernández a connu des troubles économiques et une guerre avec son voisin, le Honduras. 

## Biographie
Avant de devenir président, Sánchez Hernández était général dans l’armée du Salvador. Il a brièvement occupé le poste d'attaché militaire à Washington (après avoir participé au renversement de José María Lemus en 1960) et à Paris. Le président Julio Adalberto Rivera l'a promu ministre de l'Intérieur en 1962, poste qu'il a occupé jusqu'en 1967, date à laquelle il a succédé à Rivera au poste de président. Il a poursuivi les programmes progressistes de Rivera et a créé un cabinet essentiellement composé de civils. L'élection de 1967 est l'une des rares pendant cette période, marquée par la domination des militaires, à avoir été conduite de manière juste ; les gains obtenus par l'opposition (remportant la majorité au vote populaire) aux élections législatives et locales de l'année suivante laissent alors penser que le Salvador est sur la voie de la démocratisation, ce qui ne se poursuit pas : les élections des années 1970 sont vraisemblablement truquées.
En juillet 1969, Sánchez Hernández dirige l’armée salvadorienne dans sa brève mais violente Guerre de Cent Heures contre le Honduras. Cette opération connait un certain succès, puisque les troupes occupent une partie du pays. Mais, en vertu d’un accord de cessez-le-feu conclu par l’Organisation des États américains, Sánchez Hernández accepte de retirer ses troupes. Les deux pays sortent perdants de ce conflit qui fait plusieurs milliers de morts en l'espace de quelques jours.
La guerre avec le Honduras a entraîné de nombreuses difficultés économiques au Salvador. Des réfugiés, principalement des Salvadoriens résidant au Honduras, ont afflué dans le pays et le Honduras a fermé ses routes commerciales en direction du pays.
Sánchez Hernández reste président jusqu'en 1972. le colonel Arturo Armando Molina lui succède. 
Dans la nuit du 28 février 2003, Sánchez Hernández, âgé de 85 ans, est décédé des suites d’une crise cardiaque alors qu’il était conduit dans un hôpital militaire du Salvador. 